# Lucas (кінофестиваль)
Міжнародний кінофестиваль дитячого кіно «LUCAS» (нім. LUCAS) — щорічний кінофестиваль, що проводиться у Франкфурті (Німеччина) з 1974 рок і є найстарішим кінофестивалем дитячого кіно в Німеччині.

## Конкурс
Усі фільми, що беруть участь в конкурсі, демонструються уперше в кінотеатрах і синхронно переводяться. У 2010 році з 350 заявлених фільмів журі було відібрано 9 повнометражних і 18 короткометражних фільмів. Для повнішого віддзеркалення переваг дітей з 1985 року до складу основного журі входять діти, що беруть повноправну участь в суддівстві.
У фестивалі беруть участь чотири склади журі. Основне журі фестивалю вибирає переможців в номінаціях Найкращий фільм (нім. Preis Bester Langfilm, 7500 євро), Найкращий короткометражний фільм (нім. Kurzfilmpreis, 3000 євро) і, з 2010 року, Найкращий короткометражний анімаційний фільм (нім. Kurzfilmpreis Animation, 3000 євро).
Премія «Дон Кіхот» (нім. Don-Quijote-Preis) вручається з 2004 року журі Міжнародного союзу кіноклубів (фр. Fédération Internationale des Ciné-Clubs, F.I.C.C.), що складається з трьох експертів.
Премія «CIFEJ» (фр. Centre International du Film pour l´Enfance et la Jeunesse) вручається з 1991 року за сприяння розуміння дітей всього світу.
З 2010 року відвідувачі фестивалю також вибирають найкращий фільм.
У 2011 році уперше була вручена «Золота літера» (нім. Der Goldene Buchstabe) за субтитрування фільму, що розглядає питання міжкультурної взаємодії.

## Переможці
2011
| Номінація                                    | Фільм               | Оригінальна назва       | Режисер            | Країна     |
| -------------------------------------------- | ------------------- | ----------------------- | ------------------ | ---------- |
| Найкращий фільм                              | Злітна смуга        | The Runway              | Єн Пауер           | Ірландія   |
| Найкращий короткометражний фільм             |                     | Le Maillot de Cristiano | Вінсент Бруно      | Бельгія    |
| Найкращий короткометражний анімаційний фільм |                     | Os Olhos do Farol       | Педру Серразіна    | Португалія |
| Премія Дон Кіхота                            | Відважний Ю         | Keeper'n til Liverpool  | Арілд Андресен     | Норвегія   |
| Золота літера                                | Злітна смуга        | The Runway              | Йен Пауэр          | Ірландія   |
| Приз глядацьких симпатій                     | Тигри і татуювання" | Tigre og tatoveringer   | Karla von Bengtson | Данія      |